# 昆明圣约翰堂
昆明圣约翰堂是云南省昆明市的一座基督教堂，位于东风西路96号，原为圣公会的主教座堂。
1913年，英国圣公会进入云南，在昆明万钟街购置房产，1915年改建为教堂。1948年，万钟街教堂拆除改建，宣布为来华助战美军纪念堂，正式定名为“圣约翰座堂”，立碑纪念，堂内两侧墙上曾悬挂17位飞虎队阵亡飞行员的骨灰包。